# Ockrabukig eremit
Ockrabukig eremit (Phaethornis subochraceus) är en fågel i familjen kolibrier.

## Utbredning och systematik
Fågeln förekommer i lågläntaområden i östra Bolivia och angränsande Brasilien (västra Mato Grosso). Den behandlas som monotypisk, det vill säga att den inte delas in i några underarter.

## Status
IUCN kategoriserar arten som livskraftig.